# Réacteur nucléaire à sels fondus
Pour les articles homonymes, voir RSF.
 (juillet 2021).
Si vous disposez d'ouvrages ou d'articles de référence ou si vous connaissez des sites web de qualité traitant du thème abordé ici, merci de compléter l'article en donnant les références utiles à sa vérifiabilité et en les liant à la section « Notes et références ».
Le réacteur nucléaire à sels fondus (RSF ; en anglais : molten salt reactor, MSR) est un concept de réacteur nucléaire dans lequel le combustible nucléaire se présente sous forme liquide, dissous dans du sel fondu (à 600-900 °C) qui joue à la fois le rôle de caloporteur et de barrière de confinement. Le réacteur peut être modéré par du graphite (produisant des neutrons thermiques) ou sans modérateur (neutrons rapides).
Le concept a été étudié en laboratoire pendant les années 1960, puis délaissé dans les années 1970 faute de financement et malgré des résultats probants. À partir des années 2000, il est à nouveau évalué, puis retenu dans le cadre du Forum international Génération IV. En 2011, il fait l'objet de recherches en vue d'un déploiement comme réacteur de quatrième génération, cependant sa date prévisionnelle d'industrialisation est plus éloignée que certains des autres concepts étudiés. De nombreuses conceptions de centrale nucléaire sont fondées sur ce type de réacteur, mais peu de prototypes ont été construits et aucun n'est en service depuis l'arrêt du réacteur expérimental à sels fondus situé à Oak Ridge (États-Unis) en 1969. La Chine finance avec l'aide des États-Unis un ambitieux programme de recherche pour développer cette technique à l'échelle industrielle. De son côté, l'Union européenne a lancé différents projets depuis 2001, comme les projets EVOL (Evaluation and Viability Of Liquid fuel fast reacteur), les projet SAMOFAR (Safety Assessment of the Molten Salt Fast Reactor, c'est-à-dire « évaluation de sécurité du réacteur rapide à sels fondus ») et SAMOSAFER (Severe Accident Modeling and Safety Assessment for Fluid-fuel Energy Reactors), portant sur l'évaluation de la sûreté des RSF, et plus récemment les projets MIMOSA (Multi-recycling Strategies of LWR SNF Focusing on Molten Salt Technology) et ENDURANCE (EU Knowledge Hub For Enabling Molten Salt Reactor Safety Development and Deployment)[réf. souhaitée].
a

## Principe de fonctionnement
Les réacteurs à sels fondus reposent sur l'utilisation d'un sel fondu, par exemple de fluorure de lithium (LiF) et de fluorure de béryllium (BeF2), servant à la fois de fluide caloporteur, de modérateur et de première barrière de confinement. Le réacteur prend la forme d'une cuve métallique contenant le sel à haute température (600 à 900 °C) mais à pression ambiante. La réaction nucléaire est déclenchée par la concentration en matière fissile dans le réacteur ou par le passage dans un bloc modérateur en graphite.
Le combustible fissile peut être de l'uranium 235, du plutonium ou de l'uranium 233, issus de la conversion du thorium. Un réacteur à sels fondus peut assurer lui-même sa surgénération à l'aide d'une couverture fertile contenant l'isotope fertile à irradier. Sur le plan chimique, des sels composés de chlorures pourraient être également utilisés, mais le chlore a le gros inconvénient de produire par activation neutronique du chlore 36 d'une période de 301 000 ans, qui en fait un déchet à longue vie, alors que le fluor ne présente pas cet inconvénient. Une possibilité pour pallier l'activation du chlore contenu dans le sel est d'enrichir ce dernier en chlore 37[réf. nécessaire], un isotope qui est stable.
Il existe deux grandes familles de réacteurs à sels fondus.

### Réacteurs à neutrons thermiques

Schéma de principe d'un réacteur à sels fondus à modérateur.

Cette conception emploie un cœur composé d'un matériau modérateur, le plus souvent du graphite, percé de plusieurs canaux dans lesquels le sel combustible de fluorures circule. Le graphite est majoritairement choisi pour sa faible absorption de neutrons, sa tenue à haute température et sa capacité à résister à la corrosion du sel sans nécessiter de gaines qui détérioreraient le bilan neutronique du réacteur.
Un réacteur à sel fondu en spectre thermique combiné à un cycle du combustible thorium permet de surgénérer si sa conception minimise les fuites neutroniques et les captures parasites de neutrons sur les éléments composant le sel (limitant donc les compositions possibles), les produits de fission et sur le protactinium 233. Ceci nécessite cependant de traiter le sel combustible très rapidement pour en extraire les produits de fission et le protactinium 233 si l'objectif est de maximiser le taux de surgénération. Ce dernier choix représente alors un risque de prolifération nucléaire substantiel.
Un des avantages majeurs des réacteurs à sels fondus en spectre thermique est le très faible inventaire fissile spécifique atteignable (jusqu'à 1 kg/MWe, près de trois fois moins qu'un réacteur à eau pressurisée en cycle uranium). Les autres avantages incluent une dynamique du cœur plus lente du fait de leur spectre thermique, un faible risque de criticité accidentelle dû à la nécessité d'un modérateur pour rendre le système critique, et un retour d'expérience existant.
Les désavantages incluent un coefficient de contre-réactivité du modérateur potentiellement positif dans certaines configurations, les larges volumes de graphite irradiés et contaminés en fin de vie du réacteur, et la faible durée de vie du graphite sous la forte irradiation neutronique qu'il subit en cœur.
Le programme américain mené au Laboratoire national d'Oak Ridge jusqu'au milieu des années 1970 a développé de tels concepts de réacteurs dont deux versions du MSBR (en anglais : Molten Salt Breeder Reactor), une confinant le thorium fertile dans une couverture pour maximiser la surgénération et l'autre mélangeant le thorium au sel combustible pour simplifier la conception du réacteur.

### Réacteurs à neutrons rapides

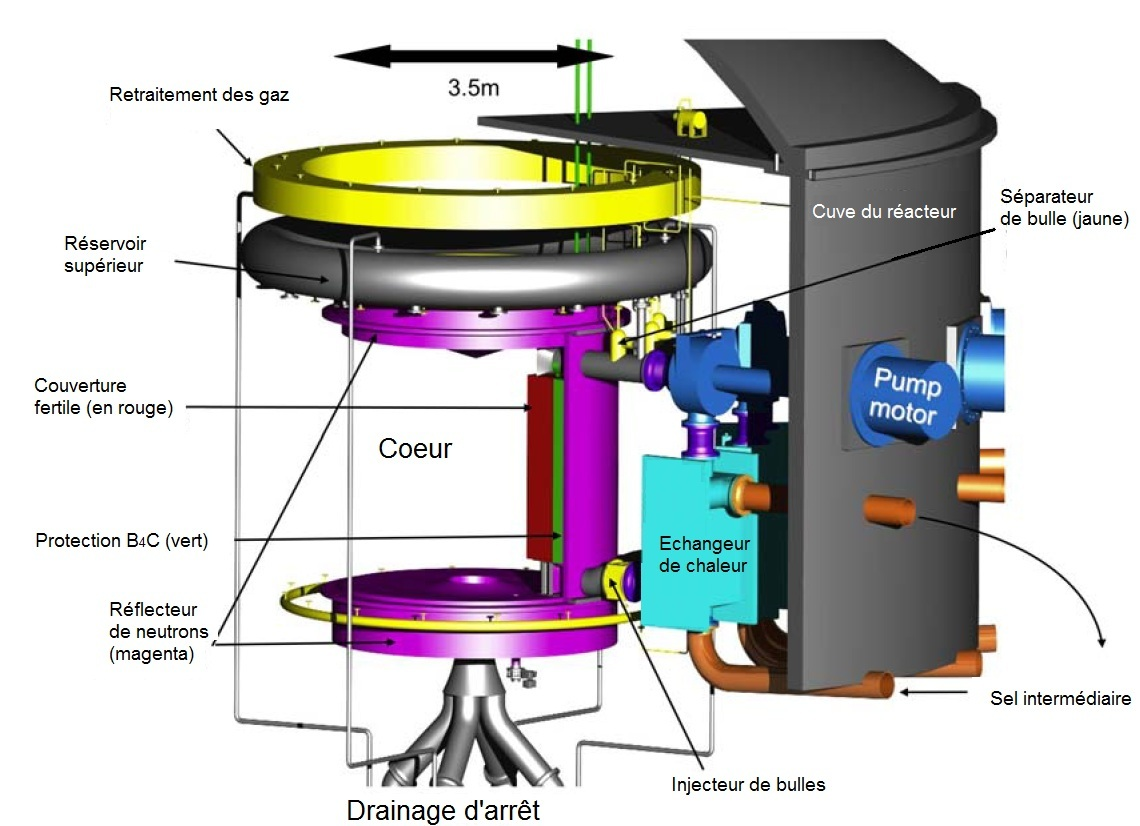
Schéma de principe d'un réacteur à sel fondu à neutrons rapides.

Les réacteurs à sels fondus peuvent aussi être conçus comme réacteurs à neutrons rapides, les éléments du sel n'ayant pas un fort pouvoir modérant et le modérateur pouvant être omis. Dans ce cas, autant les sels de fluorures que les sels de chlorures peuvent être utilisés, la section efficace d'absorption du chlore devenant tolérable en spectre neutronique rapide. Les sections efficaces plus petites en spectre rapide ouvrent aussi la possibilité de concevoir un réacteur à sels fondus soit comme réacteur homogène à refroidissement externe, dans lesquels le cœur consiste en un simple volume rempli seulement de sel combustible (d'où le terme « homogène ») que l'on fait circuler à l'extérieur du cœur pour passer dans des échangeurs de chaleur, soit comme réacteur à refroidissement interne dans lequel l'échange de chaleur se fait en cœur et dans lequel le sel combustible est retenu dans des tubes que l'on refroidit par circulation d'un autre réfrigérant (par exemple un autre sel), ressemblant alors plus à un réacteur à combustible solide. Le refroidissement interne par contact direct dans lequel un fluide non-miscible dans le sel combustible est chauffé par contact direct avec celui-ci a aussi été étudié dans le passé, mais il présente des difficultés techniques particulières telles que la nécessité de séparer le réfrigérant du sel ou la tendance du réfrigérant à dissoudre certains produits de fissions et donc à devenir contaminé.
Les réacteurs à sels fondus en spectre rapide bénéficient des avantages des réacteurs à neutrons rapides tels que la possibilité d'utiliser certains déchets nucléaires comme combustible de départ (les transuraniens, c'est-à-dire plutonium, curium, neptunium et américium), réduisant la dangerosité des déchets nucléaires existant en les transmutant. Par rapport aux réacteurs en spectre thermique, le bilan neutronique est plus faiblement affecté par la présence des produits de fissions et le sel peut donc être retraité à une vitesse bien moindre.
La référence moderne est un réacteur homogène à refroidissement indirect issu des recherches du LPSC de Grenoble (CNRS) appelé MSFR (en anglais : Molten Salt Fast Reactor) ainsi qu'un concept russe annexe appelé MOSART (Molten Salt Actinide Recycler and Transmuter) destiné lui à la transmutation des éléments transuraniens. La puissance du réacteur est maîtrisée par la dilatation du sel : dès la conception du réacteur, le régime maximal est défini par la concentration en matière fissile et le volume du réacteur. Sous l'effet de la température, la dilatation du sel réduit la probabilité de fission et ralentit le réacteur jusqu'au point d'équilibre. Le concept associe au réacteur une usine de traitement du combustible usé, chargée de séparer les produits de fission au fur et à mesure de leur production en réacteur. Le débit de retraitement est plus ou moins rapide selon la configuration du réacteur, les réacteurs à neutrons rapides permettent de réduire le taux de captures stériles et donc de retraitement, de l'ordre de 40 L par jour pour le combustible et 40 L par jour par la couverture fertile.

## Historique

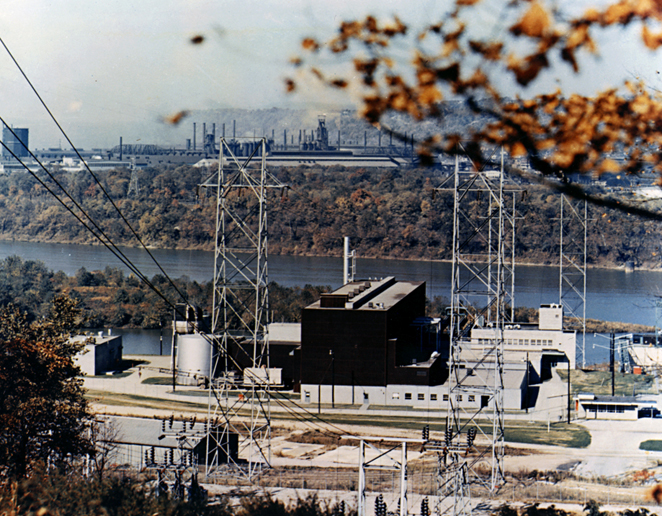
Le réacteur nucléaire de Shippingport a, au cours d'une irradiation expérimentale, démontré la faisabilité de la surrégénération en spectre épithermique, avec un combustible uranium 233 sur support thorium.

Des recherches sur les réacteurs à sels fondus ont commencé aux États-Unis avec le projet d'avion à propulsion nucléaire Aircraft Reactor Experiment (ARE), une recherche étudiant la faisabilité de réacteurs d'aéronefs. Ce projet visait un réacteur de 2,5 MWth avec une haute densité de puissance pour pouvoir être utilisé comme moteur dans un bombardier nucléaire. Le projet a donné lieu à plusieurs réacteurs expérimentaux, dont l'un fut un réacteur à sels fondus NaF-ZrF4-UF4 (53-41-6 %mol). Le modérateur était de l'oxyde de béryllium (BeO), le refroidissement secondaire était assuré par du sodium liquide et la température du cœur était de 860 °C. Il a fonctionné pendant 221 heures en 1954.
Dans les années 1960, la recherche sur les réacteurs à sels fondus a été essentiellement conduite par le laboratoire national d'Oak Ridge, une grande partie de ses travaux aboutissant au « Réacteur expérimental à sels fondus » (Molten Salt Reactor Experiment, MSRE). Le MSRE a été un réacteur d'essai de 7,4 MW thermiques, destiné à simuler la neutronique (en neutrons épithermiques) du cœur d'un réacteur surgénérateur au thorium intrinsèquement sûr. Le MSRE a été critique en 1965 et a fonctionné quatre ans. Son carburant était un sel LiF-BeF2-ZrF4-UF4 (65-30-5-0,1), il était modéré au graphite pyrolytique et son liquide de refroidissement secondaire était du FLiBe (2LiF-BeF2). Il a atteint 650 °C et été exploité pendant quatre ans avec un facteur de charge de 85 %, chiffre exceptionnel pour un réacteur nucléaire prototype. Des essais avec du combustible uranium 235, uranium 233 et plutonium mélangé avec de l'uranium 233 ont été effectués. Ce prototype a notamment permis de valider la résistance à la corrosion de l'alliage Hastelloy-N (70 % Ni 16 % Mo 7 % Cr 5 % Fe).
Le carburant liquide 233UF4 qui a été testé a démontré la faisabilité et le caractère très attractif d'un cycle du combustible nucléaire fondé sur le thorium, qui minimise les déchets, la plupart des déchets radioactifs produits ayant une demi-vie de moins de cinquante ans. D'autre part, la température de fonctionnement du réacteur aux environs de 650 °C permet un bon rendement thermique des systèmes de conversion d'énergie alimentés.
Ces recherches ont abouti dans la période 1970-1976 à une conception MSR qui utiliserait le sel LiF BeF2-ThF4-UF4 (72-16-12-0,4) comme carburant, modéré par du graphite remplacé tous les quatre ans et utilisant du NaF-NaBF4 comme liquide de refroidissement secondaire, avec une température de cœur de 705 °C. Ce projet n'a pas abouti, les réacteurs à neutrons rapides refroidis au sodium lui ont été préférés.
À partir des années 2000, le concept de réacteurs à sels fondus est à nouveau évalué, puis retenu dans le cadre du Forum international Génération IV dont il constitue une des pistes de recherche,.

## Aspects technico-économiques
Cette technique possède des différences importantes avec les autres filières nucléaires. A priori, elle réduit les critiques faites à la filière nucléaire, à savoir la sûreté, le coût, les déchets et les faibles réserves de combustibles. Ces points devront cependant être confirmés par les projets en cours afin de préciser et justifier la faisabilité commerciale de ce type de réacteur.

### Compétitivité potentielle
Du fait de sa sûreté nécessitant peu d'équipements annexes, du faible besoin de construction lourde (pas d'épaisse enceinte de confinement, pas de cuverie haute pression, combustible peu coûteux ne nécessitant pas de processus de fabrication), la construction et l'exploitation d'un réacteur à sels fondus pourraient être très avantageuses sur le plan économique. Fin 2011, Flibe Energy — une société créée dans le but d'exploiter cette technologie — affirme que ce type de réacteur a le potentiel pour produire de l'électricité moins chère que celle produite grâce au charbon minéral et estime le coût de l'électricité issue d'un RSF thorium à 30 dollars par MWh.

### Sûreté
Les réacteurs à sels fondus répondent à toutes les exigences de sécurité du forum génération IV. D'après Victor Ignatiev, physicien à l'Institut Kourtchatov, à Moscou, « Le réacteur à sels fondus au thorium coche toutes les cases de garanties de sûreté »[réf. incomplète]. Aucun autre concept de réacteur testé ne garantit un niveau de sécurité aussi élevé. Les risques d'accident sont considérablement réduits, de même que les conséquences. La sécurité du réacteur repose sur les lois de la physique (gravité, conduction thermique) et non plus sur des équipements susceptibles d'être détruits ou de tomber en panne.
Les accidents d'emballement avec explosion de vapeur comme à Tchernobyl sont impossibles dans un réacteur à sels fondus. La conception du réacteur permet d'éviter l'emballement en garantissant un coefficient de vide négatif. L'absence d'eau sous pression supprime le risque d'explosion d'un gaz de vapeur et d'hydrogène. Le problème de la variation de réactivité à cause de l'effet modérateur de l'eau est aussi supprimé.
Les cœurs peuvent être vidangés en quelques minutes en cas d'accident. Un bouchon de sel est en permanence maintenu gelé par une source froide ; en cas de défaillance de la centrale, la chaleur du sel environnant le fait fondre, le sel s'écoule alors par gravité dans un réservoir conçu pour permettre l'arrêt à froid par convection thermique. Un accident de fusion du combustible comme à Fukushima ou à Three Mile Island devient alors impossible. Ce système permet en outre de redémarrer le réacteur une fois le reste de la centrale réparé.
Les sels de fluor sont chimiquement et mécaniquement stables malgré la forte température et la radioactivité intense. Le fluor se combine ioniquement avec pratiquement tous les produits de fission (tous à l'exception du krypton). Le tritium, le brome, l'iode, le chlore, l'astate, le radon, le krypton, le xénon, l'argon, l'hélium, le carbone, le soufre, le sélénium, le tellure et le polonium forment des produits volatils dans des conditions pas trop oxydantes des sels fondus. On peut les retirer pour les garder en lieu sûr, ce qui évite quasiment toute dispersion de pollution même en cas de rupture du confinement. Le retraitement en ligne permet d'éliminer en permanence ces déchets, le combustible reste relativement propre. Même en cas d'accident, la dispersion dans la biosphère est peu probable. Les sels réagissent très peu avec l'air et se dissolvent très mal dans l'eau[réf. nécessaire], il n'y a aucun risque d'incendie incontrôlable comme avec un réacteur au sodium. La barrière de confinement formée par le sel n'est pas affectée par une éventuelle défaillance du reste de la centrale. Même en cas de destruction volontaire de la cuve (bombardement, attentat), les conséquences radiologiques restent très limitées et sans comparaison avec une atteinte du même type dans un réacteur à combustible solide.
Il n'y a pas de vapeur à haute pression dans le cœur, mais des sels fondus à basse pression. Les risques d'explosions de vapeur sont supprimés et le réacteur n'a plus besoin d'une cuve résistante à des pressions de l'ordre de 70 à 150 bars comme dans le cas des réacteurs à eau pressurisée. À la place, une cuve résistant à une faible pression suffit pour contenir les sels fondus. Pour résister à la chaleur et à la corrosion, le métal de la cuve est un alliage exotique (Hastelloy N) à base de nickel. (Modèle:Contrairement aux idées reçues, ce n'est pas le sel fondu à haute température qui est corrosif, mais certains produits de fission tels que le tellure et le sélénium qui se déposent sur les parois métalliques du circuit primaire du RSF et causent une fragilisation des joints de grains.) Les quantités d'alliages nécessaires pour la construction du réacteur sont d'autant réduites, la construction plus simple et le coût plus faible.

### Combustibles alternatifs à l'uranium
Le RSF est le seul système permettant d'utiliser efficacement le cycle de combustible nucléaire fondé sur le thorium. Ce combustible est disponible en quantités 500 fois supérieures à l'uranium 235 issu des réserves conventionnelles. Les réserves estimées de thorium sont suffisantes pour assurer la totalité des besoins énergétiques de l'humanité avec un niveau de consommation comparable aux États-Unis pendant au moins 500 ans. 500 t de thorium suffiraient à alimenter les États-Unis pendant une année. Des gisements existent sur la Lune, détectés par la sonde Lunar Prospector. Ces réserves n'ont été découvertes qu'à la suite de prospection ne visant pas explicitement le thorium mais des terres rares dans lesquelles le thorium est un déchet d'extraction.
Les RSF en spectre rapide sont aussi très efficaces pour utiliser le plutonium et pourraient fonctionner en surgénérateur U238/P239. Dans ce cas, les réserves se chiffrent en milliers d'années rien qu'avec les stocks d'uranium appauvri accumulés depuis 50 ans. En mobilisant les réserves non conventionnelles (uranium marin) les réserves sont de plusieurs millions d'années (quatre milliards d'années réacteurs).

#### Combustibles thorium et uranium
Les réacteurs à sels fondus sont iso- voire surgénérateurs. La couverture fertile contient soit du thorium 232, soit de l'uranium 238. Sous l'effet des captures de neutrons libérés par les fissions dans le cœur du réacteur, ces isotopes sont convertis respectivement en uranium 233 et plutonium 239, des isotopes fissiles.
Lorsque le thorium 232 capture un neutron, il se transforme en thorium 233 (233Th), qui se désintègre rapidement en protactinium (233Pa). 233Pa se désintègre à son tour en uranium 233 (233U). L'uranium 233 est l'isotope le plus radioactif de l'uranium (activité massique de 3,56 × 108 Bq/g, mais il ne sort pas du réacteur. Cet uranium 233, qui n'existe pas dans la nature, est un excellent isotope fissile. C'est le combustible nucléaire essentiellement exploité par ce cycle. Quand 233U est bombardé par des neutrons thermiques, il s'ensuit une fission dans 92 % des cas.
Un atome d'uranium 233 peut aussi absorber le neutron (avec une probabilité d'environ 1/7 ou moins) pour produire de l'uranium 234 (deux fois moins radioactif). Ce produit d'activation finira généralement par absorber un autre neutron pour devenir de l'uranium 235, fissible, qui fissionne dans des conditions similaires à celles de l'uranium 233 et contribue donc au fonctionnement du réacteur comme combustible nucléaire.
L'uranium 235 peut également (avec une probabilité d'environ 1/6) se transformer en uranium 236 (demi-vie de 23 millions d'années), qui circulera avec le reste de l'uranium et finira par absorber un neutron supplémentaire, le transformant en uranium 237 (demi-vie de 6,75 jours) puis en neptunium 237 (demi-vie de 2,2 millions d'années). De là, des absorptions supplémentaires peuvent conduire aux différents isotopes du plutonium et aux actinides secondaires. Cependant, dans la mesure où le retraitement peut se faire en ligne et où toute la production d'actinides passe par l'étape intermédiaire de l'uranium 235, la production de ces actinides supérieurs est bien mieux maîtrisée que dans le cas des filières à uranium, où du plutonium est inévitablement produit par l'uranium 238 :
- le neptunium peut être séparé chimiquement du sel fondu par retraitement et être éliminé comme déchet. Ce neptunium 237 est normalement le seul déchet radioactif transuranien de haute radioactivité et à vie longue (HAVL), il représente environ 2 à 3 % de la quantité initialement produite d'uranium 233 ;
- si le neptunium reste dans la circulation du réacteur, il subit progressivement une troisième capture neutronique (section efficace de l'ordre de 400 barns) qui le transforme en neptunium 238, instable de demi-vie 2,1 jours, qui se transforme en Plutonium 238, moyennement radioactif (une demi-vie de 86,41 ans). De même que le neptunium, le plutonium peut être séparé chimiquement et forme cette fois-ci un déchet radioactif à haute activité et vie courte. Ce plutonium 238 (descendant de l'uranium 235) est spécifique à la filière du thorium : n'étant pas fissible, il n'est pas proliférant (contrairement au plutonium de retraitement des autres filières) et sa vie relativement courte permet une gestion des déchets à échelle historique. En outre, il présente des applications industrielles comme le générateur thermoélectrique à radioisotope.

Ce n'est que si le plutonium est également laissé dans le flux du réacteur qu'il continuera à absorber les neutrons (section efficace de l'ordre de 300 barns), créant successivement tous les isotopes du plutonium entre 238 et 242 (suivant les mêmes réactions que celles rencontrées dans la filière uranium-plutonium, qui passe directement de l'U238 au Pu239). Dans cette progression, de même que dans les filières à uranium ou à plutonium, une majorité d'atomes disparaîtra encore lors des étapes fissibles, le plutonium 239 et le plutonium 241. Mais le reste finira avec une encore plus faible probabilité comme isotopes de la série des actinides mineurs, américium et curium.
Le cycle du combustible thorium combine donc à la fois les avantages d'une sécurité intrinsèque des réacteurs, une source de combustible abondante à long terme et l'absence de coûteuses installations d'enrichissement isotopique du carburant nucléaire.
Cependant, le thorium naturel n'étant pas naturellement fissile mais fertile, le premier démarrage d'un réacteur de type RSF nécessitera une quantité importante d'uranium 233 (isotope non naturel de l'uranium qui est produit par d'autres réacteurs nucléaires).

#### Scénarios de transition
Pour démarrer un RSF thorium, de 1,2 t (neutrons lents) à 6 t d'uranium 233 (neutrons rapides) sont nécessaires. Ce scénario n'est toutefois pas celui envisagé dans le réacteur TMSR-500 (exploitation prévue en 2028), pour lequel seuls de l'U238, de l'U235 et du thorium sont nécessaires,. Il est possible de produire ce combustible dans un réacteur classique, mais aussi d'utiliser des déchets nucléaires (transuraniens), du plutonium 239 ou de l'uranium 235 pour démarrer le réacteur.
Un scénario de transition du parc de réacteurs nucléaires à eau légère vers un parc de RSF (réacteurs nucléaires à sels fondus) surrégénérateurs thorium/uranium 233 consisterait ainsi à brûler le plutonium existant en REP sur matrice thorium (combustible "TOX") de sorte à constituer un stock d'uranium 233 pour le démarrage de RSF. Ce scénario permettrait une production massive d'U233 sans investissement lourd dans de nouveaux réacteurs et de réduire rapidement les stocks de plutonium. En contrepartie, les premiers RSF à neutrons rapides qui seraient construits recevraient des actinides et des transuraniens issus de la filière uranium, ce qui réduirait la « propreté » de leur sel.
Application au parc de réacteurs à eau pressurisée de la France : Le parc nucléaire français est suffisant pour démarrer un à deux RSF par an, la transition prendrait deux décennies. Les réacteurs seraient surgénérateurs, de l'ordre de 2 à 10 % selon les conceptions. La production d'électricité nucléaire pourrait ensuite croître à un rythme comparable à l'augmentation de la demande d'électricité en France.
Il serait aussi possible de miser sur un parc nucléaire mixte. Pour éviter d'introduire des produits issus de la filière uranium dans les RSF, il est possible de produire de l'U233 dans des réacteurs à neutrons rapides (en les plaçant dans la couverture fertile à la place de l'U238) et ainsi de démarrer des RSF « propres ». Ce scénario de transition possible implique la construction d'un parc de surgénérateurs et permettrait de produire quelque 200 kg d'uranium 233 par an et par réacteur. Ce parc de surgénérateurs aurait une triple mission : produire l'U233, produire de l'électricité et incinérer les déchets de la filière REP. Six à vingt-six années de fonctionnement seront donc nécessaires au démarrage d'un RSF, pour une transition en vingt ans il faudrait construire entre 30 et 80 réacteurs à neutrons rapides selon le type de RSF à alimenter. Les difficultés rencontrées sur les prototypes de RNR sodium rendent peu probable ce scénario qui implique nécessairement un déploiement massif de cette technologie très délicate.

### Déchets

Évolution de la composition d'un cœur de RSF fluorures à neutrons rapides (kg/GWt).

La forme de sel fondu se prête bien au traitement en ligne ou au traitement échelonné. Il n'est pas nécessaire d'arrêter le réacteur pour en extraire les produits de fission. L'utilisation du cycle du thorium ne produit que 0,1 % des déchets hautement radioactifs à longue demi-vie que produit un réacteur à eau légère (filière de tous les réacteurs modernes aux États-Unis ou en France).
Plus de 80 % des produits de fission d'un RSF à thorium sont stables en dix ans, et les moins de 20 % restants ne sont vraiment[Combien ?] radioactifs que pendant environ 300 ans, ce qui simplifie considérablement la problématique du stockage géologique et permet d'envisager le stockage sur site jusqu'à neutralisation.
Un autre atout des RSF est leur capacité à traiter les déchets nucléaires les plus dangereux. L'introduction de déchets nucléaires dans les RSF à neutrons rapides permet d'incinérer 90 % des transuraniens et 85 % des actinides en 50 ans. Un parc de RSF à neutrons rapides pourrait éliminer une grande partie des déchets nucléaires les plus problématiques, tout en réduisant la charge d'U233 nécessaire au démarrage des réacteurs et en améliorant le taux de surgénération (temps de doublement du parc divisé par deux durant les 20 premières années). L'inconvénient de cette stratégie est que les RSF ayant reçu ces déchets ne seront jamais aussi « propres » que ceux démarrés à l'U233 uniquement.

### Fonctionnement
La puissance des réacteurs nucléaires à eau légère ou lourde est très difficile[Combien ?] à moduler. L'effet modérateur de l'eau réduit la plage de fonctionnement : ralentir le débit peut entraîner l'arrêt du réacteur ou au contraire son emballement[réf. nécessaire] (c'est par exemple le cas des RBMK de conception soviétique). Ce problème est supprimé dans un RSF.
Une autre limite au pilotage des réacteurs à combustible solide est l'empoisonnement du réacteur au xénon 135. En effet, ce gaz qui absorbe les neutrons peut provoquer des instabilités de puissance (oscillations xénon) ; il s'accumule lors des baisses de régime et les séquences d'arrêt et, au-delà d'un certain seuil il peut rendre impossible le redémarrage, des arrêts de plusieurs heures étant alors nécessaires pour son élimination par décroissance radioactive. Dans un RSF, il peut être facilement extrait, par exemple au niveau d'une pompe de circulation. Il est donc plus facile de redémarrer le réacteur ainsi que de maintenir un fonctionnement stable en régime, sans l'usage des barres de contrôle qui sont généralement utilisées pour compenser l'effet des pertes de neutrons dues à l'empoisonnement au xénon 135.
La stabilité de l'eau à haute température réduit l'utilité de la contre-réaction thermique, il est difficile de dépasser 400 °C dans un réacteur à eau. Un réacteur à sels fondus est une source chaude à température élevée, ce qui permet de profiter au maximum de la contre-réaction thermique. Ces éléments laissent penser que la plage de modulation de puissance sera plus importante que pour un réacteur à combustible solide, la construction de prototype doit permettre de vérifier la plage de fonctionnement réelle.
Les réacteurs à sels fondus fonctionnent à des températures beaucoup plus élevées que ceux à eau légère, de l'ordre de 650 °C dans des conceptions conservatrices, jusqu'à 950 °C dans les réacteurs à très haute température (en remplaçant le molybdène par du tungstène dans l'alliage de la cuve, ce qui donne un alliage Ni-W-Cr). Ils sont donc très efficaces pour le cycle de Brayton. La haute température de fonctionnement permet de se passer de source froide autre que l'air ambiant : il est possible de concevoir un réacteur couplé à une turbine à cycle de Brayton ouvert (semblable à un moteur d'avion) avec un rendement de 40 %,. Cette capacité permettrait de déployer des centrales de puissance n'importe où et sans consommer d'eau. Ce meilleur rendement de conversion de l'énergie thermique en électricité, par rapport à celui des centrales actuelles, est l'un des objectifs des réacteurs de génération IV.
Les hautes températures pourraient être mises à profit pour la production de carburant de synthèse pour le transport, l'agriculture et l'industrie.
Le retraitement continu permet à un réacteur à sels fondus d'utiliser plus de 99 % de son carburant nucléaire, le rendant beaucoup plus efficace que ce qui est obtenu par les autres filières. À titre de comparaison, les réacteurs à eau légère ne consomment qu'environ 2 % de leur carburant dans le cycle ouvert. Même un réacteur à neutrons rapides de type Superphénix ne peut vraiment utiliser plus de 50 % de son combustible nucléaire ; les produits de fission ne pouvant être retirés en continu, le combustible trop riche en déchet doit être remplacé par du combustible neuf[réf. nécessaire].
Un réacteur à sels fondus peut fonctionner aussi bien en petite taille qu'en grande, de sorte qu'un site de production pourrait facilement avoir plusieurs petits réacteurs (par exemple des 100 MWe), ce qui est par exemple bien adapté à des pays ayant des réseaux électriques faibles.

### Retraitement en ligne

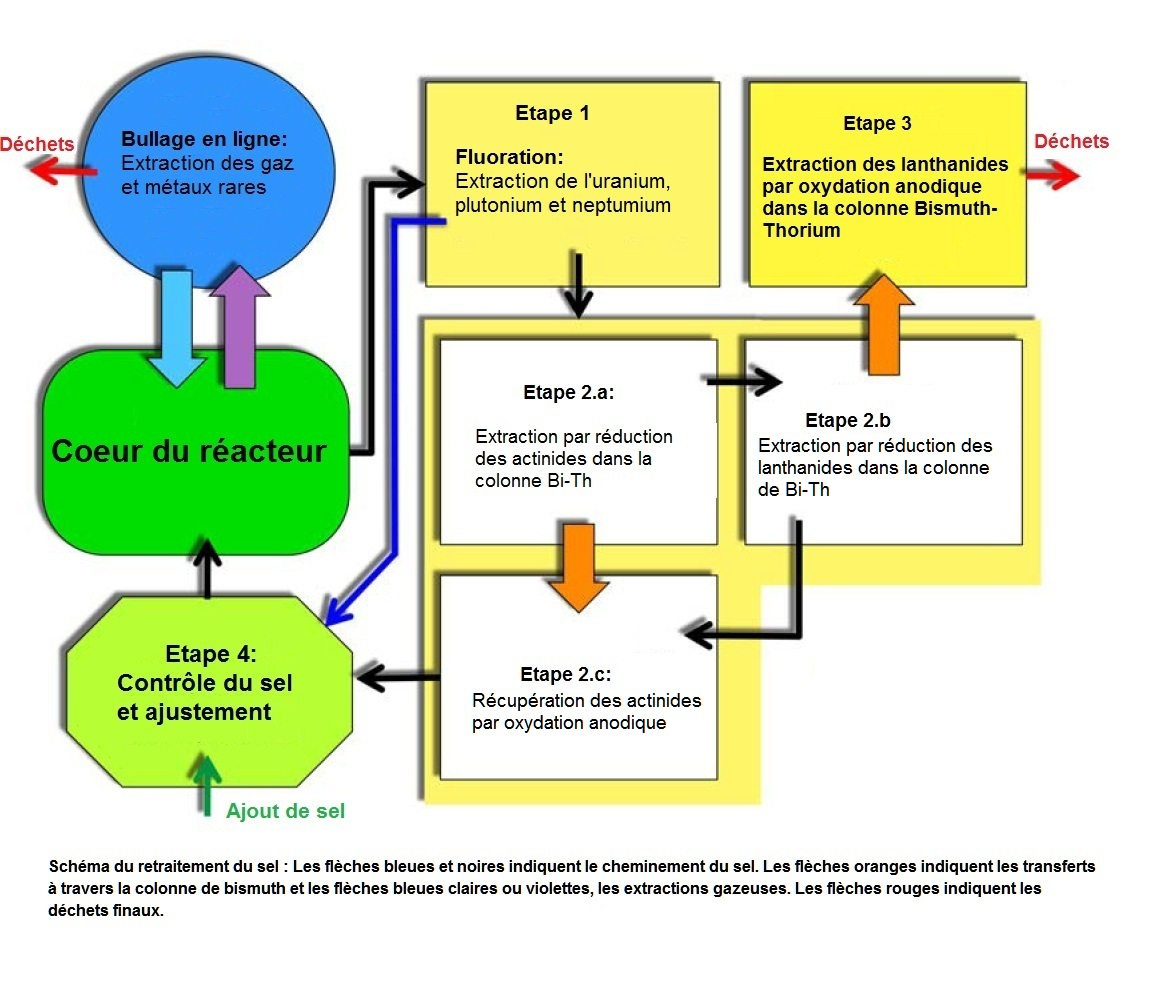
Schéma du retraitement en ligne.

Alvin Weinberg, du Laboratoire national d'Oak Ridge, a pu constater qu'une installation chimique annexe réduite peut assurer le retraitement nécessaire pour un réacteur de grande puissance de 1 GW : tout le sel doit être retraité, mais seulement tous les dix jours. Dans la conception à neutron rapide, les risques de captures stériles étant plus faibles, un retraitement tous les six mois est suffisant. Le bilan en déchets d'un tel réacteur est donc beaucoup moins lourd que celui d'un réacteur conventionnel à eau légère, qui transfère les cœurs entiers aux usines de recyclage. En outre, tout reste sur place dans l'usine, sauf le carburant et les déchets.
Le processus de retraitement utilisé est le suivant :
1. Un traitement au fluor pour éliminer l'uranium 233 du sel. Cela doit être fait avant l'étape suivante.
2. Une colonne de séparation de quatre mètres de haut au bismuth fondu sépare le protactinium du sel combustible.
3. Une cuve de stockage intermédiaire permet de laisser reposer le protactinium provenant de la colonne, le temps qu'il se transforme en uranium 233. Avec une demi-vie de 27 jours, dix mois de stockage assurent une transformation à 99,9 % en uranium.
4. Une petite installation distille en phase vapeur les sels de fluor. Chaque sel a une température d'évaporation propre. Les sels légers s'évaporent à basse température et forment la plus grande partie du sel. Les sels de thorium doivent être séparés des déchets de fission à des températures plus élevées.

Les quantités en jeu sont d'environ 800 kg de déchets par an et pour un réacteur d'une puissance d'un gigawatt, ce qui implique un équipement assez réduit. Les sels de transuraniens à longue durée peuvent être séparés ou être réinjectés dans le réacteur et servir de combustible.
L'étape 1 a été expérimentée dans le réacteur d'Oak Ridge, les étapes 2 et 3 sont étudiées en France (LPSC Grenoble), en Russie et à l'Institut des éléments transuraniens (en) (UE).

### Inconvénients
En dépit d'avantages potentiels et avérés, après un bilan ('« état de la technologie des réacteurs à sel fondu ») conjointement publié à Vienne en 2023 par l'Agence pour l'énergie nucléaire de l'Agence de coopération et de développement économiques de l'AIEA et du développement (OCDE-NEA), en 2025, l'AIEA rappelle que « de nombreux défis majeurs restent à résoudre pour les MSR. Les normes de sécurité de la conception et du transport du sel de combustible n'ont pas été élaborées et la chaîne d'approvisionnement pour les composants de réacteurs spécifiques à la MSR doit être mise au point. Les analyses de scénarios d'accidents potentiels propres aux MSR ne sont généralement pas bien connues et d'autres expériences et des tests de démonstration de sécurité restent également à effectuer ». La chimie du sel-carburant change avec la combustion et la rétention de radionucléides dans des conditions normales et accidentelles  des réacteurs nucléaires à sels fondus ; elle doit être étudiée plus avant ; et certains éléments théoriques, expérimentaux, réglementaires ou de faisabilité restent à préciser pour passer à l'échelle industrielle, notamment car cette filière a fait l'objet de moins de développements par rapport à d'autres filières, lever ces interrogations nécessite donc des programmes de développement conséquents (prototypage, tête de série) avant d'atteindre l'étape de commercialisation (voir chapitre ci-après « Projets en cours »). Il est encore nécessaire de : 
- spécifier l'installation de retraitement chimique des sels, requise pour traiter les produits de fission.
- spécifier les mesures conservatoires nécessitées par la production significative de tritium causée par les sels contenant du lithium ; production comparable à celle des réacteurs à eau lourde, même en cas d'utilisation de 7Li pur.
- le sel à base fluor ne peut être stocké à basse température (moins de 93 °C) sur une longue période à cause de la libération de difluor gazeux, très réactif[24]. Maintenir une température plus élevée permet de maintenir l'isolement du fluor dans le sel.
- la réglementation doit être adaptée pour prendre en compte les différences de conception par rapport aux réacteurs actuels.
- des matériaux de construction résistant mieux à la corrosion par le sel fondu et à la détérioration par le flux des radiations émises[25],[26].
- d'après le CEA, le développement de la filière thorium au travers de ce type de réacteur « ne présente pas d’intérêt technico-économique sur le court ou le moyen terme »[27], en particulier pour la France, qui dispose déjà d'un réseau de centrales à l'uranium et des compétences dans ce domaine. Mais cette affirmation parait discutable dans la mesure où les études de développement de ce type de réacteur ne sont pas finalisées ; par exemple, le coût de fabrication d'une telle centrale (combustible, exploitation, retraitement des déchets, démantèlement, risque d'accident) est a priori moins élevé que celui d'une centrale de type REP[28]. Pour Daniel Heuer, directeur de recherche au Laboratoire de physique subatomique et de cosmologie (Grenoble), « Nous avons l’espoir que le réacteur que nous concevons serait moins cher qu’un réacteur à eau pressurisée ». La France dispose par ailleurs de stocks de thorium suffisants pour couvrir les besoins du pays pendant 190 ans[29]. Le CEA souligne que le thorium pourrait néanmoins être utilisé par des pays comme l'Inde, qui ont des ressources abondantes en thorium mais pas en uranium.

## Projets en cours
Plusieurs projets sont en cours pour mettre au point des réacteurs à sel fondu. Même si aucun verrou technique majeur ne s'y oppose et que le prototype d'Oak Ridge a remarquablement bien fonctionné, aucun prototype ne peut faire office de tête de série pour un déploiement à grande échelle.

### Canada
Au Canada, l'entreprise Terrestrial Energy Inc. développe son réacteur intégral à sels fondus (IMSR). En mars 2016, le ministre canadien Navdeep Bains du gouvernement Trudeau (Innovation, Science and Economic Development) a annoncé un soutien de 5,7 millions de dollars canadiens au projet, dans le cadre d'un programme sur la limitation des émissions de dioxyde de carbone.

### Chine
Le projet de plus grande ampleur est mené par la Chine,. Le projet serait doté d'un financement de 250 millions de dollars et prévoit d'aboutir au début des années 2030. Le Dr Jiang Mianheng, fils de l'ancien premier secrétaire Jiang Zemin, dirige le projet et les États-Unis collaborent avec la Chine sur ce projet. Le 7 juin 2023, l'Institut de Shanghai de physique appliquée (SINAP) de l'Académie chinoise des sciences obtient de l'Administration nationale de la sûreté nucléaire (NNSA) une licence d'exploitation pour son réacteur à sel fondu au thorium expérimental TMSR-LF1, dont la construction a commencé en septembre 2018 à Wuwei et s'est achevée en août 2021. Ce réacteur a une puissance thermique de 2 MWth et utilise un combustible fluorure enrichi en uranium 235 à moins de 20 % et 50 kg de thorium. Si ce réacteur expérimental donne satisfaction, la Chine prévoit de construire un réacteur d'une puissance thermique de 373 MWth vers 2030,,.
En 2018, l'équipe de chercheurs de l'Institut de physique appliquée de Shanghai est passée d'une trentaine à plus de 400 scientifiques. En juin 2024, le réacteur expérimental à sel fondu au thorium fonctionne à pleine puissance, puis est rechargé en combustible sans interruption quelques mois plus tard, confirmant la pertinence de cette stratégie. La Chine envisage désormais la construction d'un réacteur à sel fondu au thorium de 10 MW de puissance d'ici à 2030.

### États-Unis
Aux États-Unis, Terrestrial Energy a signé en avril 2018 un mémorandum d’entente avec l’opérateur Energy Northwest pour la construction et l'exploitation de son prototype sur le site de l’Idaho National Laboratory, déjà retenu pour abriter le prototype de réacteur modulaire (SMR) de Nuscale. Le projet de réacteur à sels fondus (IMSR) de Terrestrial Energy, d’une puissance de 190 MWe, est conçu en tant que SMR et sera construit en usine.
L'entreprise américaine ThorCon a conçu le réacteur ThorCon (en) au thorium, qui a reçu l'accréditation de l'Agence internationale de l'énergie atomique et prévoit une exploitation à partir de 2028 en Indonésie.
La Thorium Energy Alliance (en) a été fondée en septembre 2011 pour promouvoir la production d'énergie à base de thorium.

### Inde
L’Inde, qui possède les plus grandes réserves de thorium, utilise déjà ce combustible dans certains réacteurs CANDU à titre expérimental.

### Japon
Au Japon, le thorium est une des voies possibles citées pour l'avenir énergétique de l'archipel par la compagnie Chubu Electric Power.

### Royaume-Uni
L'entreprise britannique Moltex Energy LLP développe un réacteur à sels stables qui utilise un combustible statique dans des tubes et assemblages similaires à la technologie actuelle des REP.
La fondation Weinberg (en) a été fondée en septembre 2011 pour promouvoir la production d'énergie à base de thorium.

### Union européenne
L'Union européenne a lancé le projet SAMOFAR (Safety Assessment of the Molten Salt Fast Reactor) : le consortium SAMOFAR, piloté par l'université technique de Delft, coordonne les recherches de plusieurs laboratoires ou entreprises européennes comme le CNRS, l'IRSN, le CEA, AREVA, EDF, le PSI et l'université de Karlsruhe.

### Danemark
L'entreprise danoise Seaborg Technologies développe un projet de barges équipées de petits réacteurs modulaires à sels fondus. L'American Bureau of Shipping a délivré le 17 décembre 2020 une attestation de faisabilité pour le Compact Molten Salt Reactor (CMST) de Seaborg. L'entreprise espérait pouvoir lancer sa première barge en 2025. Elle aurait une puissance de 100 MWe par réacteur, la conception des barges autorisera des configurations à deux, quatre, six ou huit réacteurs. En avril 2023, elle forme un consortium avec Korea Hydro & Nuclear Power et Samsung Heavy Industries pour le lancement de la construction d’un prototype en 2026 et une livraison en 2028.

### France
En France, le CNRS de Grenoble étudie les avantages et les inconvénients de cette filière nucléaire émergente. L'IRSN a lancé le programme NEEDS pour encadrer les projets de recherche autour des réacteurs de 4e génération, dont le MSFR. La start-up Naarea développe par ailleurs un projet de micro-réacteur, le XAMR, d'une puissance de 40 MWe,. Stellaria, issue du CEA et de Schneider Electric, développe le Stellarium, un réacteur d'une puissance de 250 MW.

### Norvège
La Norvège étudie la question, particulièrement l'utilisation de combustible THOX dans le cadre de la préparation d'une transition vers le nucléaire thorium. L'entreprise Thor Energy, qui travaille sur ce combustible, a été intégrée à l'incubateur d'entreprise Scandinavian Advanced Energy Technology.

### Autres
Des entrepreneurs privés comme Flibe Energy (États-Unis) ou Thorium Energy (australien et tchèque) sont aussi engagés dans la mise au point de ces réacteurs.

## Autres applications (non nucléaires) des sels fondus
Dans la production énergétique, les sels fondus de nitrate de sodium et de potassium sont utilisés comme fluide caloporteur pour des centrales solaires à concentrateur.